# FU-JI-TSU
「FU-JI-TSU」（フ・ジ・ツ）は、工藤静香の通算4枚目のシングル。1988年6月1日にポニーキャニオンから発売された。

## 制作
工藤の楽曲として初めて作詞に中島みゆきを迎えた。中島の著書『愛が好きです II』（歌詞&エッセイ集。新潮社刊、ISBN 9784101283074）内のエッセイで、この曲のタイトルをめぐるエピソードが披露されている。本曲の詞を書き上げた中島が、「不実」というタイトルではさすがに重いということでアルファベット書きにしてみたところ、大手電機メーカーの富士通（FUJITSU）と表記が同じになってしまった。そのため、スタッフの提案で『-』（ハイフン）を入れたエピソードがある。
中島が1989年に行ったコンサートツアー『野ウサギのように』で、セルフカバーが披露された。なお現在もCD・配信での音源化はされていない。この時、「MUGO・ん…色っぽい」のイントロが流れたため、一瞬会場がどよめいたが、ほどなく「FU-JI-TSU」のイントロへ移行した。歌唱後、中島は「えへへ、（「MUGO・ん〜」を）歌うと思いました?」と客席をからかった。

## ディスクジャケット
ジャケットは工藤が、黄色の薔薇を持っているモノクロ写真だが、雑誌等の新譜紹介サンプル盤の画像は赤い薔薇であった。

## リリース
1988年6月1日にポニーキャニオンから、EPレコード・CT・8cmCDの3形態で発売された。

## 記録
1988年6月13日、6月20日付のオリコンヒットチャートで「禁断のテレパシー」以来、3作ぶりに1位を獲得。
TBS系音楽番組『ザ・ベストテン』では、6月16日放送分で9位に初登場。6週連続チャートイン、年間ランキング16位を記録した。

## 収録曲
- 全作曲・編曲: 後藤次利

1. FU-JI-TSU
  - 作詞: 中島みゆき
2. 夏がくれたミラクル
  - 作詞: 松井五郎

## 収録アルバム
- FU-JI-TSU
  - 静香 (2nd アルバム)
  - gradation
  - Super Best
  - She Best of Best
  - ミレニアム・ベスト
  - Shizuka Kudo 20th Anniversary the Best
  - My Treasure Best -中島みゆき×後藤次利コレクション-
  - ヴィーナス・レジェンド 〜無敵の80'sアイドル・ヒッツ
- FU-JI-TSU (Vocal New Version)
  - unlimited
- 夏がくれたミラクル
  - gradation
  - 20th Anniversary B-side collection
  - My Heartful Best -松井五郎コレクション-